# Phaseolus altimontanus
Phaseolus altimontanus là một loài thực vật có hoa trong họ Đậu. Loài này được Freytag & Debouck mô tả khoa học đầu tiên năm 2002.